# Eugeniusz Get-Stankiewicz
 Eugeniusz Get-Stankiewicz, właściwie Eugeniusz Józef Stankiewicz, (ur. 14 marca lub 14 maja 1942 w Oszmianie na Wileńszczyźnie, zm. 10 kwietnia 2011 we Wrocławiu) – polski artysta grafik i rzeźbiarz.

## Życiorys
Studiował na Wydziale Architektury Politechniki Wrocławskiej (1961–1966) oraz w Państwowej Wyższej Szkole Sztuk Plastycznych we Wrocławiu (1966–1972). W latach 1982–1985 prowadził pracownię grafiki warsztatowej na PWSSP, od 1998 był pracownikiem Akademii Sztuk Pięknych we Wrocławiu.

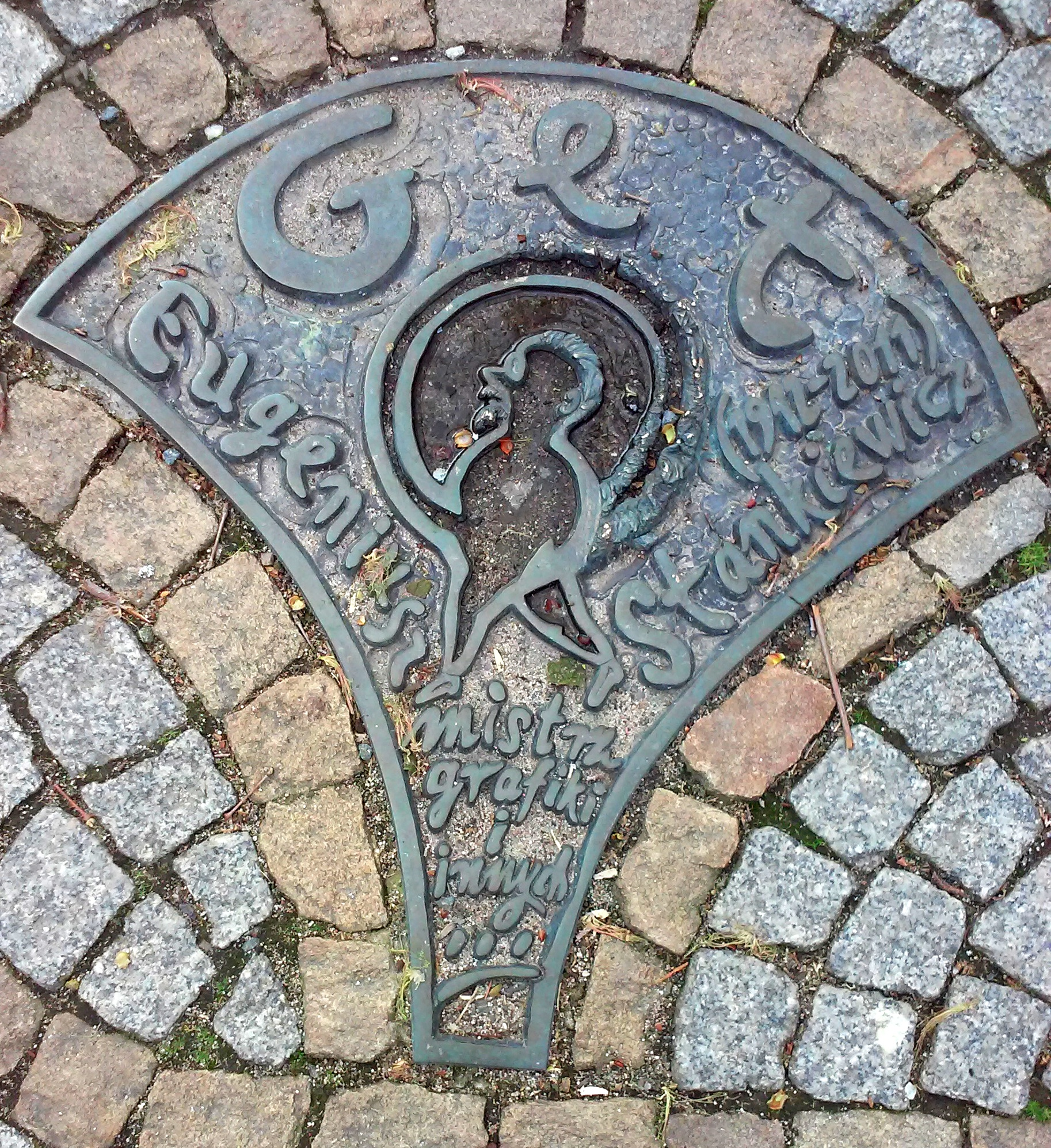
Tablica pamiątkowa w Alei Gwiazd Satyrykonu na głównym deptaku Legnicy (ul. Najświętszej Marii Panny)

W latach 60. i 70. był związany z kulturą studencką, pracował także jako kierownik artystyczny Wydawnictwa Ossolineum. Jego pierwsza wystawa indywidualna miała miejsce w 1964, wystawiał m.in. w Galerii Teatru STU w Krakowie (1987, 1988, 1989), Galerii Sceny Plastycznej Leszka Mądzika w Lublinie (1990), Galerii Kordegarda (Narodowe Centrum Kultury) w Warszawie (1994), Galerii Zachęta w Warszawie (1996). W 1995 stworzył tzw. Domek Miedziorytnika w dawnym domu altarystów przy kościele Św. Elżbiety we Wrocławiu, czyli kamieniczce „Jaś”, gdzie zamieszkał i prowadził działalność artystyczną.
Zajmował się rysunkiem, grafiką warsztatową i użytkową, miedziorytnictwem, medalierstwem, malarstwem, plakatem (m.in. projektował plakaty dla „Solidarności”. Często wykorzystywał w swej twórczości motyw głowy (nazywanej „Łbem”), o rysach samego artysty. W przestrzeni miejskiej Wrocławia pozostawił charakterystyczne dzieła, m.in. Tablicę ku Czci Działań na Prostych Liczbach (na Jatkach), witraż w kościele Garnizonowym, płaskorzeźbę „Zrób to sam” (na kamieniczce „Jaś”), geometrycznego pomnika „Solidarności” przy ul. Norwida, pozował do rzeźby Murzyna umiejscowionej na kamienicy „Pod Murzynem” na Placu Solnym (obecnie siedziba wrocławskiego oddziału „Gazety Wyborczej”).

## Nagrody i wyróżnienia
Był laureatem wielu nagród, m.in. nagrody kulturalnej „Solidarności” za lata 1981–1982 (za twórczość graficzną, w tym za pracę „Zrób to sam”), medalu honorowego Międzynarodowego Biennale Ekslibrisu Współczesnego (1988), Śląskiej Nagrody Kulturalnej rządu Dolnej Saksonii (1995), Złotej Kuli (2011).
Pośmiertnie w 2011 odznaczony Krzyżem Kawalerskim Orderu Odrodzenia Polski. Otrzymał w 2012 honorowe obywatelstwo Wrocławia „Civitate Wratislaviensis Donatus” i Wschowy.
Został pochowany na Cmentarzu Osobowickim.